# Лашин, Анатолий Григорьевич
Анатолий Григорьевич Лашин (6 февраля 1914, Саратов — 1994, Москва) — советский и российский юрист, специалист по проблемам организации и деятельности социалистических государств; выпускник Харьковского института советского строительства и права (1938), доктор юридических наук (1965), профессор юридического факультета МГУ и декан факультета (1953—1956); заведующий кафедрой истории социально-политических учений философского факультета МГУ; заслуженный деятель науки РСФСР.

## Биография
Анатолий Лашин родился 6 февраля 1914 года в городе Саратов; накануне начала Второй мировой войны, в 1938 году, он получил высшее образование в Харьковском институте советского строительства. Являлся участником Великой Отечественной войны — был награждён орденами Красного Знамени и Красной Звезды. После войны, в 1950 году, он защитил кандидатскую диссертацию на тему «О культурно-воспитательной деятельности Советского государства» — стал кандидатом юридических наук. Являлся профессором кафедры истории социально-политических учений философского факультета вплоть до 1994 года.
В 1951—1953 годах Лашин состоял начальником главного управления юридических ВУЗов, действовавшего при Министерстве высшего образования СССР (МВО). В период с 1953 по 1956 год он являлся деканом юридического факультета МГУ. В 1965 году успешно защитил докторскую диссертацию по теме «Возникновение и развитие форм социалистического государства» — стал доктором юридических наук. Через десять лет, в 1975, стал заведующим общеуниверситетской кафедрой научного коммунизма гуманитарных факультетов — оставался в должности до 1980 года; одновременно являлся профессором на данной кафедре. Получил звание «Заслуженный деятель науки РСФСР»; скончался в Москве в 1994 году.

## Работы
Анатолий Лашин специализировался на юридических проблемах, связанных с организацией и деятельностью социалистических государств:
- «Культурно-воспитательная деятельность советского государства» (1955)
- «Местные органы государственной власти в СССР» (1955)
- «Формы социалистического государства» (1960)
- «Социалистический государственный аппарат» (1961)
- «Возникновение и развитие форм социалистического государства» (1965)
- «Преемственность в развитии социалистической демократии» (1968)
- «Международное значение опыта КПСС в государственном строительстве» (1974)
- «Теория социалистического строительства» (соавт., 1976)